# Pelota de trapo
La pelota de trapo o pilota de trapo es uno de los tipos de pelota utilizadas en el juego de la pelota valenciana, la más utilizada en la modalidad del juego conocida como «galotxeta». Está formada por un centro de borra apretada y envuelta por tiras de trapo, o hilo de lana encerado, hasta conseguir el peso y las dimensiones homologadas. Todo el conjunto se cierra, tradicionalmente, mediante tiras de cinta autoadhesiva, que le dan un aspecto peculiar en el cual se aprecian los meridianos y el ecuador. El peso de este tipo de pelota oscila entre 50 y 96 g y su diámetro ente 6 y 7 cm.